# Lycosa skeeti
Lycosa skeeti är en spindelart som beskrevs av Robert Henry Pulleine 1922. Lycosa skeeti ingår i släktet Lycosa och familjen vargspindlar.
Artens utbredningsområde är Sydaustralien. Inga underarter finns listade i Catalogue of Life.